# Delbaran (film)
Delbaran è un film del 2001 diretto da Abolfazl Jalili.